# James A. Noe
James Albert Noe, Sr. (* 21. Dezember 1890 in West Point, Hardin County, Kentucky; † 18. Oktober 1976 in Houston, Texas) war ein US-amerikanischer Politiker und im Jahr 1936 Gouverneur des Bundesstaates Louisiana.

## Frühe Jahre und politischer Aufstieg
James Noe besuchte die öffentlichen Schulen seiner Heimat. Während des Ersten Weltkriegs war er Oberleutnant einer Infanterieeinheit. Nach dem Krieg baute sich Noe eine eigene geschäftliche Existenz auf. Er erwarb einige Plantagen und Radiostationen und engagierte sich im Ölgeschäft, in dem er in mehreren US-Bundesstaaten aktiv war.
Noe war Mitglied der Demokratischen Partei. Zwischen 1932 und 1934 war er Mitglied des Senats von Louisiana. Auf Drängen von Huey Pierce Long, dem einflussreichen demokratischen Parteiführer in Louisiana, wurde Noe Senatspräsident. Zu dieser Zeit war Oscar K. Allen Gouverneur und John B. Fournet Vizegouverneur von Louisiana. Nachdem Fournet an den Obersten Gerichtshof von Louisiana berufen worden war, trat er als Vizegouverneur zurück. Dieses Amt musste nun entsprechend der Staatsverfassung vom Senatspräsidenten, also James Noe, übernommen werden.

## Gouverneur von Louisiana
Nach dem Tod von Gouverneur Allen übernahm Noe am 28. Januar 1936 dessen Amt. Seine Hauptaufgabe war es, die Amtszeit seines Vorgängers, die noch bis zum 12. Mai 1936 lief, zu beenden. Er ernannte die Witwe des 1935 ermordeten Huey Long, Rose McConnell Long, zur US-Senatorin. Sie sollte dort die Legislaturperiode ihres Mannes beenden. Gouverneur Noe bewarb sich erfolgreich um Bundeszuschüsse für den Ausbau der Fernstraßen. Er schuf auch die Voraussetzungen für die Gründung einer Wohlfartsabteilung (Welfare Office) in seiner Regierung.

## Weiterer Lebenslauf
Nach dem Ende seiner kurzen Gouverneurszeit kehrte Noe wieder in den Staatssenat zurück, in dem er bis 1940 verblieb. In diesem Jahr sowie nochmals im Jahr 1959 kandidierte er erfolglos für eine Rückkehr in das Amt des Gouverneurs. Er widmete sich seinen geschäftlichen Aktivitäten. Dazu gehörten auch seine konservativen Radiosender, in denen er vor einem angeblichen „Linksruck“ der US-amerikanischen Politik warnte. Daneben gehörten ihm noch seine Plantagen in Louisiana und einige Farmen in Indiana. Im Jahr 1968 war Noe Delegierter auf dem Bundesparteitag seiner Demokratischen Partei. James Noe verstarb im April 1976. Mit seiner Frau Anna Gray Sweeney hatte er drei Kinder. Sein Sohn Jimmie Noe erbte seine Besitzungen und wurde später ein lokaler Politiker der Republikanischen Partei.